# Edward J. Mowery
Edward Joseph Mowery (Lancaster, Ohio, 8 de marzo de 1906 – 12 de diciembre de 1970) fue un periodista estadounidense galardonado con el Premio Pulitzer.

## Biografía
Era hijo de Arlow Francis Mowery y Nellie Cecilia O'connor. Asistió al St. Mary's High School en 1923. ingresó a la Universidad de Ohio y la Universidad de Notre Dame entre 1924-1929 se recibió de arquitecto.

### Trayectoria
En 1932 se inició un periódico suburbano semanal, el Eastern News
en Ohio, etapa determinante en su futuro como periodista.
Después de su cargo como jefe de redacción en el Catholic Columbian, se convirtió en editor del Daily Lancaster Eagle. A su vez, formó parte del equipo de redactores del Daily Eagle y se destacó como escritor para el Columbus Sunday Dispatch. Siguió como jefe de edición en el Lancaster Daily Eagle y el Eagle Gazette.
Para 1937 Mowery se mudó a Nueva York como redactor del King Feature Syndicate, y poco después fue transferido al diario The Home news of Brunswick en Nueva Jersey como editorialista.
Se convirtió en editor financiero en el The Star-Ledger y colaboró con el New York Post. En 1943 se unió al New York World Telegram and sun. Años más tarde inició como editorialista y escritor en el New York Herald Tribune. A partir de 1966, escribió la columna Inside View (Características generales del Sindicato).

## Libros
* HUAC
* FBI: Targets for Abolition and Taxpayer's Governor.

## Distinciones
• Premio Pulitzer 1953, por una investigación en la que trabajó siete años que llevó a la reivindicación y libertad de Luis Hoffner mal condenado por asesinato.
• Ganador de dos premios a mejor historia por la NBC (1947, 1953).
• Premio Pall Mall por mejor historia (1947,1953). 
• Premio a la mejor investigación por parte de los tribunales del penal civil de Nueva York.
• George Polk Memorial de la Universidad de Long Island, Nueva York, 1953.
• Premio Frommer por la Universidad de Columbia, Nueva York, 1953.